# Broumov

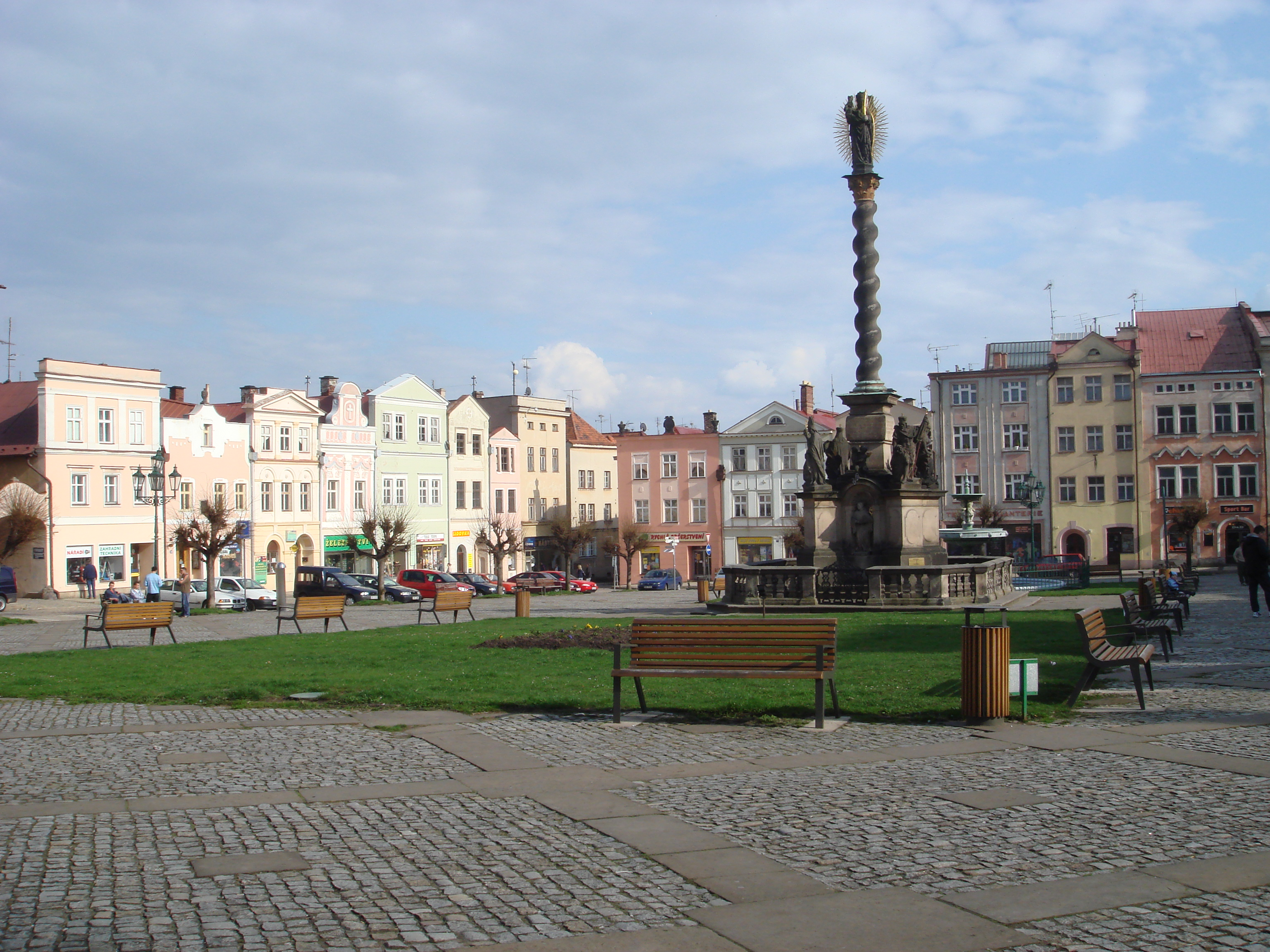
Centrum

Broumov este un oraș în regiunea Hradec Králové, Republica Cehă.
1. ↑  Districtele administrative ale comunelor cehe cu birou comunal autorizat, accesat în 18 august 2019
2. ↑  Deník.cz, 25 octombrie 2022, accesat în 23 noiembrie 2023
3. ↑  Malý lexikon obcí České republiky - 2017, accesat în 28 august 2018
4. ↑  Registr územní identifikace, adres a nemovitostí[*] Verificați valoarea |titlelink= (ajutor);